# Doug Hornig
Pour les articles homonymes, voir Hornig.
Doug Hornig, nom de plume de Peter Caine, né le 1er novembre 1943 à New York, est un écrivain américain, auteur de roman policier.

## Biographie
Il est diplômé de l'université George Washington, sise à Washington. Son premier emploi est d'être correcteur et rédacteur de menus textes au Washington Daily News.
Après avoir publié des poèmes, des anthologies et des nouvelles, il débute dans le genre policier en 1984 avec Une chouette famille ! (Foul Shot). C'est le premier volume d'une série consacrée à Loren Swift, un vétéran de la guerre du Viêt Nam, devenu détective privé à Charlottesville en Virginie. Pour Claude Mesplède, « le lecteur se rend vite compte que le récit plagie ouvertement Le Grand Sommeil de Chandler et Sang maudit de Hammett. Rien de moins ! ». En dépit de cette critique virulente, le roman est nommé en 1985 pour l'obtention du prix Edgar-Allan-Poe du meilleur premier roman de l'année. Dans le deuxième titre de la série, intitulé On trafique ? (Hardball) et paru en 1985, l'auteur reprend le thème, bien connu dans le roman noir, de la ville pourrie, mais « la prestation du privé reste des plus médiocres : les personnages sonnent creux, les clichés se succèdent et l'intrigue est sans une once de suspense ». Le roman est malgré cela nommé pour un Shamus Award.
Doug Hornig a également créé l'intègre Steven Kirk, un agent de la CIA, héros de deux thrillers politiques.
Il a aussi publié des recueils de poésie et des nouvelles appartenant au fantasy.

## Œuvre

### Romans signés Doug Hornig

#### SérieLoren Swift
- Foul Shot (1984) Publié en français sous le titre Une chouette famille !, traduit par Paul Kinnet et Maurice Tassart, Paris, Gallimard, Série noire no 2080, 1987  (ISBN 2-07-049080-7)
- Hardball (1985) Publié en français sous le titre On trafique ?, traduit par Simone Hilling, Paris, Gallimard, Série noire no 2063, 1986  (ISBN 2-07-049063-7)
- The Dark Side (1986)
- Deep Dive (1988)

#### SérieSteven Kirk
- Waterman (1987)
- Stinger (1990)

#### Autre roman
- The Old Adelphi Rolling Grist Mill (2006)

### Roman signé Peter Caine
- Virus (1989)

### Nouvelles

#### Recueil de nouvelles
- Death in Dixie (1996), anthologie en collaboration avec plusieurs auteurs, dont John D. MacDonald et Clark Howard

#### Nouvelle de la sérieLoren Swift
- Access to Power (1986)

#### Autres nouvelles
- The Game of Magical Death (1987)
- Entropy (1988)

### Poésie
- Feeding at the Offal Trough (1983)
- The Wisconsin Avenue Waltz (1994)

### Autres publications
- The Boys of October (2003), essai historique sur le championnat de la Ligue nationale de baseball américain en 1975.

## Sources
- Claude Mesplède (dir.), Dictionnaire des littératures policières, vol. 1 : A - I, Nantes, Joseph K, coll. « Temps noir », 2007, 1054 p. (ISBN 978-2-910-68644-4, OCLC 315873251), p. 1005-1006
- Claude Mesplède, Les Années Série noire vol.5 (1982-1995), Encrage « Travaux » no 36, 2000